# Саксагань (Пятихатский район)
Саксага́нь (укр. Саксагань) — село,
Саксаганский сельский совет, Каменский район,
Днепропетровская область,
Украина.
Код КОАТУУ — 1224587001. Население по переписи 2017 года составляло 2603 человека.
Является административным центром Саксаганского сельского совета, в который, кроме того, входит село
Чумаки.

## Географическое положение
Село Саксагань находится на правом берегу реки Саксагань в месте впадения в неё реки Лозоватка,
выше по течению на противоположном берегу реки Лозоватка расположено село Ивановка,
ниже по течению примыкает село Чумаки,
на противоположном берегу — село Саевка.
У села начинается Макортовское водохранилище.
По селу протекает пересыхающий ручей с запрудой, выше по течению на расстоянии в 0,5 км расположено село Грушеватка.
Рядом проходит автомобильная дорога М-04 (E 50).

## История
- XVII век — дата основания.

## Население

### Языковой состав
Родной язык населения по данным переписи 2001 года:
| Язык       | Численность, чел. | Доля     |
| ---------- | ----------------- | -------- |
| Украинский | 2 381             | 91,47 %  |
| Русский    | 203               | 7,80 %   |
| Другие     | 19                | 0,73 %   |
| Итого      | 2 603             | 100,00 % |

## Экономика
- КП «Саксагань».

## Объекты социальной сферы
- Школа.
- Школа-интернат.
- Детский сад.
- Западно-Днепровский центр профессионально-технического образования
- Больница.
- Дом культуры.
- Публичная сельская библиотека - филиал № 25 Пятихатской ЦБС

## Достопримечательности
- Братская могила советских воинов.